# Orencio Labrador
Orencio Labrador Maza (El Puente del Arzobispo, 26 de mayo de 1902-Venezuela, 1958) fue un político, sindicalista y militar español, miembro del Partido Socialista Obrero Español (PSOE) y de la Unión General de Trabajadores (UGT).

## Biografía
Jornalero agrícola de profesión. Siendo huérfano de madre, pasó su infancia en la inclusa provincial de Toledo. Fue presidente de la Casa del Pueblo de El Puente del Arzobispo, siendo elegido alcalde del municipio tras la proclamación de la Segunda República Española en abril de 1931. Activo sindicalista socialista, extendió y organizó la Federación Nacional de Trabajadores de la Tierra por la provincia de Toledo, organización en la que llegó a ser miembro de su Comité Nacional y secretario provincial. 
Durante la Revolución de octubre de 1934 fue miembro del Comité Revolucionario provincial. Asimismo, fue miembro de la Comisión Ejecutiva de la Federación Provincial del PSOE de Toledo. En las elecciones generales de 1936 fue candidato del Frente Popular, no resultando elegido. Sí fue elegido compromisario en las elecciones a compromisarios para la elección del Presidente de la República, en abril de 1936, participando en la votación que invistió a Manuel Azaña. En el seno del movimiento obrero socialista español, formaba parte del ala izquierda, representada por Francisco Largo Caballero. 
Tras el golpe de Estado de julio de 1936 y el comienzo de la Guerra civil, organizó el llamado «Regimiento de Campesinos de Toledo», alcanzando el empleo de mayor de milicias, con el que combatió en la zona occidental de la provincia de Toledo y en Extremadura. En diciembre de 1936, el regimiento fue militarizado y se integró en la 62.ª Brigada Mixta del Ejército Popular de la República, unidad de la que ostentó el mando. Participaría en un infructuoso ataque sobre Oropesa en abril de 1937, dentro del inactivo frente del río Tajo. En 1938, al haber seguido apoyando a Largo Caballero (presidente del Gobierno hasta mayo de 1937), sufrió procesos judiciales y relevos del mando durante los gobiernos de Juan Negrín, bajo acusaciones sobre las actuaciones represivas de las unidades a su mando en los primeros meses de la contienda. En marzo de 1939 participó junto a Wenceslao Carrillo en el golpe de Estado del coronel Casado. Al finalizar el conflicto, logró exiliarse en Londres, y posteriormente en Venezuela, donde falleció en 1958.